# Liobuthus kessleri
Genre
Espèce
Liobuthus kessleri, unique représentant du genre Liobuthus, est une espèce de scorpions de la famille des Buthidae.

## Distribution
Cette espèce se rencontre au Kazakhstan, en Ouzbékistan, au Turkménistan et en Iran au Khorassan-e Razavi.

## Description
La femelle syntype mesure 47 mm.

## Étymologie
Cette espèce est nommée en l'honneur de Karl Fedorovich Kessler.

## Publication originale
- Birula, 1898 : « Miscellanea scorpiologica. III. Zur synonymie der russischen Skorpione (Forsetzung). » Annuaire du Museum Zoologique de l’Académie Impériale des Sciences de Saint-Pétersbourg, vol. 3, p. 276–283 (texte intégral).